# Skaliszki
Skaliszki (lit. Skališkės) − wieś na Litwie, w rejonie wileńskim, 10 km na północny zachód od Bujwidzów, zamieszkana przez 3 ludzi. Przed II wojną światową w Polsce, w powiecie wileńsko-trockim województwa wileńskiego.